# أمريكا المفتوحة 1989 (كرة مضرب)
قائمة بالأبطال في بطولة 1989 أمريكا المفتوحة:

## الكبار

### فردي رجال
بوريس بيكر هزم  إيفان ليندل, 7-6, 1-6, 6-3, 7-6

### فردي سيدات
شتيفي غراف هزم  مارتينا نافراتيلوفا, 3-6,7-5, 6-1